# Liste des forteresses templières d'Europe de l'Est
Cette liste recense les places fortes de l'ordre du Temple en Europe de l'Est.

## Forteresses
| Forteresse                                                       | Ville (ou à proximité)                                                                | Pays actuel                  | Observations                                                               |
| ---------------------------------------------------------------- | ------------------------------------------------------------------------------------- | ---------------------------- | -------------------------------------------------------------------------- |
| Łuków                                                            | Łuków                                                                                 | Pologne                      | [ 1 ]                                                                      |
| Templestejn (Znojmo) (cs) ou Templestejn (Žďár nad Sázavou) (cs) | Jamolice 49° 05′ 26″ N, 16° 14′ 55″ E ou Dolní Heřmanice 49° 18′ 20″ N, 16° 02′ 20″ E | République tchèque (Moravie) | [Emplacement incertain] Deux châteaux du même nom à 28 km l'un de l'autre. |
| Vrána                                                            | Vrána                                                                                 | Croatie                      | [ 1 ]                                                                      |